# Mandelshagen
Mandelshagen – dzielnica gminy Blankenhagen w Niemczech,  w kraju związkowym Meklemburgia-Pomorze Przednie, w powiecie Rostock, w związku gmin Rostocker Heide. Do 31 grudnia 2011 była to samodzielna gmina należąca do związku gmin Carbäk.